# بساتين فاكهة تايغرليلي
بساتين فاكهة تايغرليلي هي رواية صدرت عام 2010 من تأليف الكاتبة البريطانية روث رندل.  وهي الرواية المنشورة رقم 60 للكاتبة.

## التوفر
تتوفّر رواية بساتين فاكهة تايغرليلي في تنسيقات وسائط متعددّة، وقد نُشرت في وقت واحدٍ نسخة مطبوعة صادرة عن دار راندوم للنشر، وإصدارات إلكترونيّة وصّوتية.
نُشرت نسخة الرواية الصوتية الكاملة (بمعنى أن 100٪ من النّص يقرأه ممثل) بواسطة Whole Story Audio Books (www.wholestoryaudio.co.uk) المتخصّصة في التّنسيق الكامل والمتاحة للشّراء من موقعها الإلكتروني بالإضافة إلى مواقع أخرى. أدّى السرد في النسخة الصوتية الممثّل نيكولاس جريس.
يتوفر أيضًا كتاب صوتي مختصر من (جوهر الكتب الصوتية المختصرة) Essence Abridged Audiobooks. عادةً لا تمثّل الكتب الصّوتية المختصرة أكثر من 60% من عمل المؤلّف، ولا تزيد عن 30% مع إزالة الشّخصيات وخطوط الحبكة.

## أعمال عن الرواية
عام 2015، صدر فيلم فالانتاين فالانتاين Valentin Valentin المستوحى من قصة الرواية.

## روابط خارجية
- مراجعة بساتين فاكهة تايغرليلي في أمازون